# Leucaltis tenuis
Leucaltis tenuis är en svampdjursart som beskrevs av Hozawa 1929. Leucaltis tenuis ingår i släktet Leucaltis och familjen Leucaltidae.
Artens utbredningsområde är havet kring Japan. Inga underarter finns listade i Catalogue of Life.